# Ivan Dmitriev (attore)
Ivan Dmitriev (Vyšnij Voločëk, 30 luglio 1915 – San Pietroburgo, 23 ottobre 2003) è stato un attore sovietico.

## Filmografia parziale

### Attore
- Za vitrinoj univermaga (1955)
- Nepovtorimaja vesna (1957)
- Poslednij djujm (1958)

## Premi
- Artista onorato della RSFSR
- Artista popolare della RSFSR
- Artista del popolo dell'Unione Sovietica
- Ordine della Stella rossa
- Ordine della Guerra patriottica
- Ordine al merito per la Patria